# Episodi di Terminator: The Sarah Connor Chronicles (seconda stagione)
La seconda e ultima stagione della serie televisiva Terminator: The Sarah Connor Chronicles è andata in onda negli Stati Uniti dall'8 settembre 2008 al 10 aprile 2009 sul canale Fox.
In Italia la stagione è stata trasmessa in prima visione assoluta dal 7 febbraio 2009 al 27 giugno 2009, ogni sabato alle ore 21:50, su Steel, canale a pagamento della piattaforma Mediaset Premium, mentre in chiaro è andata in onda a partire dal 26 novembre 2010 su Italia 1. Per errore gli episodi 12 (Virus letale) e 13 (Abraham) sono andati in onda invertiti.
| nº | Titolo originale                           | Titolo italiano                       | Prima TV USA      | Prima TV Italia  |
| -- | ------------------------------------------ | ------------------------------------- | ----------------- | ---------------- |
| 1  | Samson & Delilah                           | Massimo rischio                       | 8 settembre 2008  | 7 febbraio 2009  |
| 2  | Automatic for the People                   | Codice rosso                          | 15 settembre 2008 | 14 febbraio 2009 |
| 3  | The Mousetrap                              | Trappola per topi                     | 22 settembre 2008 | 21 febbraio 2009 |
| 4  | Allison from Palmdale                      | Blackout                              | 29 settembre 2008 | 28 febbraio 2009 |
| 5  | Goodbye to All That                        | Obiettivo: Martin Bedell              | 6 ottobre 2008    | 7 marzo 2009     |
| 6  | The Tower Is Tall but the Fall Is Short    | Lo psicologo                          | 20 ottobre 2008   | 14 marzo 2009    |
| 7  | Brothers of Nablus                         | Accusa di omicidio                    | 3 novembre 2008   | 21 marzo 2009    |
| 8  | Mr. Ferguson Is Ill Today                  | Il viaggio                            | 10 novembre 2008  | 28 marzo 2009    |
| 9  | Complications                              | Complicazioni                         | 17 novembre 2008  | 4 aprile 2009    |
| 10 | Strange Things Happen at the One Two Point | Intelligenza artificiale              | 24 novembre 2008  | 11 aprile 2009   |
| 11 | Self Made Man                              | I ruggenti anni '20                   | 1º dicembre 2008  | 18 aprile 2009   |
| 12 | Alpine Fields                              | Virus letale                          | 8 dicembre 2008   | 2 maggio 2009    |
| 13 | Earthlings Welcome Here                    | Abraham                               | 15 dicembre 2008  | 25 aprile 2009   |
| 14 | The Good Wound                             | Verità letale                         | 13 febbraio 2009  | 9 maggio 2009    |
| 15 | Desert Cantos                              | Morte sospetta                        | 20 febbraio 2009  | 16 maggio 2009   |
| 16 | Some Must Watch, While Some Must Sleep     | Tra la veglia e il sonno              | 27 febbraio 2009  | 23 maggio 2009   |
| 17 | Ourselves Alone                            | La mano di Cameron                    | 6 marzo 2009      | 30 maggio 2009   |
| 18 | Today Is the Day (1 e 2)                   | Missione in fondo all'oceano (1)      | 13 marzo 2009     | 6 giugno 2009    |
| 19 | Today Is the Day (1 e 2)                   | L'ultimo viaggio del Jimmy Carter (2) | 20 marzo 2009     | 13 giugno 2009   |
| 20 | To the Lighthouse                          | Attacco al sistema                    | 27 marzo 2009     | 20 giugno 2009   |
| 21 | Adam Raised a Cain                         | Caino figlio di Adamo                 | 3 aprile 2009     | 20 giugno 2009   |
| 22 | Born to Run                                | Nati per fuggire                      | 10 aprile 2009    | 27 giugno 2009   |

## Massimo rischio
- Titolo originale: Samson and Delilah
- Diretto da: David Nutter
- Scritto da: Josh Friedman

### Trama
Dopo l'esplosione del fuoristrada due scagnozzi di Sarkissian catturano John e Sarah nella loro stessa casa. Uno dei due picchia la donna per farsi dire dove è l'hard disk. Cameron, zoppicante e con diverse lacerazioni sulla pelle artificiale, esce dal fuoristrada ridotto a una carcassa dall'esplosione e si dirige verso la casa. All'interno uccide la prima guardia del corpo, ma nella colluttazione la casa prende fuoco. Al piano di sopra Sarah e John sono liberi e anche il secondo uomo di Sarkissian è morto. Cameron osserva John e punta la pistola: la missione è terminarlo. Prima che il Terminator possa premere il grilletto un'esplosione devasta la casa e lo fa precipitare al piano inferiore, dando modo a Sarah e John di fuggire.
Derek e Charlie cercano i due per aiutarli, ma anche Cameron è sulle loro tracce. Il primo tentativo di disattivarla non va a buon fine, ma la seconda volta John riesce a estrarre il chip dalla testa di Cameron rendendola inoffensiva.

John decide infine di riattivarla, certo che lei sia diversa dagli altri terminator, e in effetti una volta risvegliatasi Cameron annulla la missione di terminazione del ragazzo.
Chi ha acquistato il Turco è una donna, Catherine Weaver, CEO della ZeiraCorp, una grossa compagnia, la quale vuole sfruttare le potenzialità della macchina grazie agli scienziati sul suo libro paga. Il capo della divisione A.I. non è d'accordo con la riorganizzazione della sua divisione, ma quando egli rimane da solo in bagno uno degli orinatoi cambia forma: la donna a capo della compagnia non è altri che un terminator T-1001.

## Codice Rosso
- Titolo originale: Automatic for the People
- Diretto da: Jeffrey Hunt
- Scritto da: Natalie Chaidez

### Trama
Un uomo venuto dal futuro avverte Sarah e John che capiterà qualcosa a una centrale atomica di Cerrano Point, così Sarah e Cameron si infiltrano per scoprire cosa sta succedendo. Alla fine scoprono un cyborg che ha preso il posto del capo-centrale e che sta tentando di farla saltare in aria. Sarah e Cameron riescono a impedirlo, ma l'accaduto permette alla Automate-System, una sottocompagnia della ZeiraCorp di acquisire la centrale e di automatizzarla, preparandola alla venuta di Skynet. Alla fine dell'episodio Sarah scopre che il membro della resistenza ha scritto su un muro in cantina alcune date, nomi e luoghi collegati a Skynet.

## Trappola per topi
- Titolo originale: The Mousetrap
- Diretto da: Bill Eagles
- Scritto da: John Wirth

### Trama
Mentre Charley Dixon e Michelle Dixon stanno tentando di andarsene Cromartie rapisce Michelle e la usa per preparare una trappola per John. Charley disperato chiede aiuto a Sarah e con Derek partono alla ricerca della moglie. Sarah sospetta che sia una trappola e tiene all'oscuro della vicenda John, che esce con Riley. Ma quando Sarah e gli altri trovano la moglie viva capiscono che non era in reale pericolo perché Cromartie voleva solo la parola d'ordine per parlare con John e rintracciarlo. Sarah, Charley, Michelle e Derek rimangono coinvolti in un'esplosione programmata da Cromartie per ritardarli e ucciderli, ma ne escono vivi anche se Michelle è gravemente ferita. John nel frattempo aspetta la madre (in realtà Cromartie) al molo senza Cameron (da cui si è divincolato per stare con Riley). Cromartie lo trova e nella fuga John riesce a liberarsene saltando in acqua, poiché i Terminator non nuotano. Riesce così a raggiungere la madre in salvo. La puntata termina con la sepoltura di Michelle e un'offerta di lavoro per James Ellison (praticamente fuori dall'FBI) da parte di Catherine Weaver, il T-1001 a capo della ZeiraCorp.

## Blackout
- Titolo originale: Allison from Palmdale
- Diretto da: Charles Beeson
- Scritto da: Toni Graphia

### Trama
Mentre è a fare acquisti Cameron subisce un blackout e, con alcuni flashback, rivive la vita di Allison Young, una combattente della resistenza catturata a cui Cameron ha rubato l'identità nel futuro. Non ricordando niente si mette a vagare in città con un'amica conosciuta in cella. James Ellison incontra di nuovo Catherine Weaver che è alla ricerca di un Terminator da smontare e analizzare, e alla fine accetta il lavoro. Sarah nel frattempo è all'ospedale ad assistere la vicina incinta. Cameron, sempre più confusa sulla sua identità, si ritrova fragile e indifesa nella vita di Allison, ma piano piano, rivivendo la vita di Allison, riscopre se stessa.

## Obiettivo: Martin Bedell
- Titolo Originale: Goodbye to All That
- Diretto da: Bryan Spicer
- Scritto da: Ashley Edward Miller e Zack Stentz

### Trama
Un nuovo Terminator (T-888) è stato mandato dal futuro per uccidere Martin Bedell, un militare che istruirà John nel futuro e lo aiuterà a organizzare la resistenza. John e Derek partono per l'accademia militare di Presidio Alto nel tentativo di salvarlo. Derek conosceva Bedell e ha dei flashback del futuro. Intanto Sarah e Cameron salvano un altro Martin Bedell (un omonimo ragazzino) dal Terminator e tentano di tenerlo al sicuro. John viene iscritto all'accademia e fa amicizia con Martin, mentre Derek viene assunto come Sergente Istruttore. James Ellison sta nel frattempo seguendo la pista di chi ha fermato la centrale atomica per conto di Catherine Weaver. John e Derek alla fine riescono a fermare il Terminator, ma Martin li vede e così John gli racconta del futuro.
- Nota. L'arma usata da T-888 è la stessa usata da Arnold Schwarzenegger nel primo Terminator.

## Lo psicologo
- Titolo originale: The Tower Is Tall but the Fall Is Short
- Diretto da: Tawnia McKiernan
- Scritto da: Denise Thé

### Trama
Seguendo la lista sul muro Sarah John e Cameron vanno dallo psicologo. Contemporaneamente anche Catherine Weaver, nel tentativo di comprendere la paura della figlia, la porta dallo psicologo. John tenta di aprirsi, ma visto che lo studio è sotto controllo non vi riesce appieno. Reese intanto ritrova la sua ragazza, anche lei ritornata dal futuro che però è stanca di combattere, e si ritrova ancora innamorato. L'équipe informatica di Catherine Weaver che sta analizzando il Turco fa una scoperta incredibile: il computer non si sottopone più ai test pre-elaborati ma mostra delle immagini apparentemente casuali. La Weaver mostra le immagini allo psicologo e lui le spiega che l'IA del computer rassomiglia all'intelligenza di un bambino di tre anni ma con un po' di senso dell'umorismo. Non comprendendo il problema la Weaver assume lo psicologo nella sua équipe sperando che insegni all'IA che si sta formando. John intanto torna dallo psicologo e nel frattempo un nuovo terminator arriva dal futuro per uccidere lo psicologo e viene fermato da Cameron. Il chip interno però si autodistrugge per prevenire che John lo possa riprogrammare; infatti si apprende da Jessy che nel futuro vi è almeno un Terminator convertito per ogni bunker. Alla fine Reese è indeciso se tornare da Jessy che ha rinunciato a combattere, e Sarah va dallo psicologo. Si scopre infatti che è stato John a uccidere l'uomo di Sarkissian a mani nude.

## Accusa di omicidio
- Titolo originale: Brothers of Nablus
- Diretto da: Milan Cheylov
- Scritto da: Ian Goldberg

### Trama
Dopo un incontro tra John e Riley, quest'ultima dimentica di inserire l'allarme e al rientro a casa Sarah, John e Cameron scoprono che qualcuno ha svaligiato la casa. Ellison riceve la visita di un Terminator che ha preso il suo aspetto e che sta per ucciderlo e che viene fermato da Cromartie che è sempre convinto che Ellison lo porterà ai Connor. Ellison viene invece arrestato perché sembrerebbe che abbia ucciso una persona. Sarah e Derek seguono la pista dei diamanti per scoprire chi li ha derubati. Intanto Cromartie trova una pista che lo porta al rifugio dei senzatetto in cui stava Cameron durante il suo blackout di memoria; lì conosce la sua amica e la convince a portarlo dove si trova John. Non riuscendo ad avere risultati la scarica violentemente dalla macchina. Sarah e Derek, dopo essere stati depistati dal rivenditore di diamanti, riescono a mettersi sulla pista giusta. Alla fine Cromartie trova la casa di John, ma l'intervento di Riley depista Cromartie che se ne va senza fare danni. Sarah e Cameron trovano le persone che li hanno derubati e dopo essersi fatta restituire tutto Cameron li uccide, ma Sarah ne salva uno e lo convince a non parlare. Nel frattempo Ellison è sempre in prigione: la signora Weaver, trasformandosi in poliziotto all'insaputa di Ellison, riesce a fare passare per pazzo il testimone e a liberare Ellison. Derek, che continua a intrattenere una relazione con Jessy, non ha ancora detto niente di lei a Sarah e John. Al ritorno a casa di Sarah, John si sfoga contro di lei. Cromartie trova il sopravvissuto e lo convince a dirgli l'indirizzo di dove hanno rubato, la casa dei Connor.

## Il viaggio
- Titolo originale: Mr. Ferguson Is Ill Today
- Diretto da: Michael Nankin
- Scritto da: Daniel T. Thomsen

### Trama
L'episodio si suddivide in più punti di vista (Cameron, John, Sarah, Ellison, Derek e Cromartie).
John e Riley partono di nascosto da Sarah per un viaggio: John vuole mostrare a Riley il paese in Messico dove ha passato diversi anni con la madre. Nel frattempo Cromartie aspetta che Cameron si allontani, dopodiché piomba a casa di Sarah e la immobilizza; fortunatamente John è già partito.
In Messico John viene riconosciuto da un avventore in un pub che lo minaccia di denunciarlo alla polizia; ne nasce un diverbio e una colluttazione, John e Riley vengono arrestati e portati al comando di polizia. Le foto segnaletiche di John sono inviate all'FBI, Cromartie le intercetta e si precipita in Messico compiendo una strage nella stazione di polizia. Un ex collega dell'agente Ellison lo avverte della segnalazione e anche Ellison si trova sul luogo al momento dell'irruzione di Cromartie.
Un colpo di fortuna consente a Ellison di recuperare John, Riley e anche Sarah, portata sul luogo da Cromartie.
Ellison infine attira Cromartie in una trappola: John, Sarah, Derek e Cameron (questi ultimi giunti da poco in Messico) lo abbattono a fucilate e ne seppelliscono il corpo con l'intenzione di tornare con il necessario per distruggerlo. Sarah distrugge a colpi di calcio di fucile il chip di Cromartie.

## Complicazioni
- Titolo originale: Complications
- Diretto da: Steven DePaul
- Scritto da: Josh Friedman e John Wirth

### Trama
Durante il viaggio di ritorno dal Messico Sarah si sente male: ha crisi di vomito, soffre di allucinazioni e ha incubi, i cui protagonisti sono sempre lei, John e Cameron. In ogni incubo appare un triangolo (tre cactus, tre tartarughe, ecc.) Sarah disegna simbolicamente questo incubo su di un foglio, con tre pallini disposti in modo tale da formare un triangolo.
John e Cameron ripartono per il Messico: vogliono bruciare il corpo di Cromartie che al termine del precedente episodio avevano solo sotterrato: giunti sul luogo non trovano il corpo. L'unico che può averlo sottratto è l'agente Ellison.
Nel frattempo Sarah decide di tornare dallo psicologo, il dottor Sherman, per chiedergli aiuto nell'interpretazione di questi incubi, mentre Derek riceve una chiamata da Jessy, che gli chiede di recarsi urgentemente nella zona industriale.
Lì Derek scopre che Jessy ha legato e imbavagliato un uomo che lei afferma essere Charles Fisher, un "grigio", un collaboratore delle macchine nel futuro.
L'uomo afferma invece di essere un riparatore di orologi: per farlo confessare Jessy va a prendere il Charles Fisher appartenente a quell'epoca e minacciando di ucciderlo finalmente ottiene la confessione del Charles Fisher del futuro. Egli afferma di essere stato mandato indietro dalle macchine come premio per la propria collaborazione. Jessy non gli crede, pensa che sia stato mandato indietro con una missione precisa, e lo uccide.
John e Cameron interrogano usando la forza Ellison, ma lui afferma di non avere preso il corpo e loro gli credono e lo lasciano andare.
Il dottor Sherman dice a Sarah di non essere in grado di aiutarla, fino a che lei non si aprirà e gli dirà tutta la verità.
Sarah torna a casa: va in garage e sul muro dove l'uomo della resistenza ha scritto gli eventi chiave relativi all'ascesa di Skynet con il sangue trova anche i tre pallini, vicino al nome dell'impianto nucleare e a quello del dottor Sherman.
Ellison consegna alla signora Weaver il corpo di Cromartie affinché esso venga studiato.
Jessy rivela a Derek che cosa facesse Charles Fisher nel futuro: egli insegnava alle macchine come torturare gli uomini per estorcere loro delle informazioni. Jessy afferma che Charles Fisher ha torturato proprio Derek, ma quest'ultimo proprio non lo ricorda. Derek e Jessy provengono da due futuri differenti? Il futuro di Jessy è stato alterato dalle azioni di Derek?
Il giovane Charles Fisher rientra al lavoro: lì viene arrestato da agenti FBI, che lo accusano di avere installato una backdoor che loro ora non riescono a fermare nel sistema difensivo degli USA. Il tutto è documentato dagli accessi al sistema tramite le credenziali di accesso di Fisher (impronte digitali).
Il giovane Charles Fisher per difendersi racconta cosa gli sia realmente accaduto: ovviamente non viene creduto e viene rinchiuso in una casa di cura psichiatrica, esattamente dove il vecchio Charles Fisher aveva raccontato di essersi trovato il giorno del giudizio.

## Intelligenza artificiale
- Titolo originale: Strange Things Happen at the One Two Point
- Diretto da: Scott Peters
- Scritto da: Ashley Edward Miller e Zack Stentz

### Trama
Sarah individua un'azienda informatica il cui logo è rappresentato da tre pallini: Derek la accusa che la sua oramai è diventata un'ossessione. Spacciandosi per finanziatrice Sarah scopre che l'azienda sta lavorando a un tipo di intelligenza artificiale e così decide di distruggerla, nonostante anche Cameron sostenga che la tecnologia non possa essere quella del turco.
Nel frattempo Derek scopre delle foto a casa di Jesse: ella sta spiando John e Sarah da tempo. Derek le chiede il motivo: lei afferma che nel futuro John è fortemente condizionato da Cameron, tanto da prendere decisioni sbagliate. Lei è tornata per fermare Cameron. Anche Riley ha alcuni segreti: è in contatto con Jesse e sa cosa sia il giorno del giudizio, infatti la sua missione sembra essere quella di stabilire un certo contatto con John. L'iniziativa di Sarah si rileva un fallimento: l'azienda informatica era solo un bluff, invece l'intelligenza artificiale della signora Weaver, ora dotata di un nome, John Henry, fa progressi. Durante un black-out che avrebbe potuto disattivarla elimina i sostentamenti vitali nel palazzo uccidendo così il dottor Sherman. Ellison dice alla signora Weaver che John Henry ha ucciso perché nessuno gli ha insegnato l'etica: la signora Weaver incarica Ellison stesso di fare questo. Alla fine della puntata il corpo di Cromartie è stato collegato a John Henry per permettere a quest'ultimo di interagire con l'esterno tramite udito e parola.

## I ruggenti anni venti
- Titolo originale: Self Made Man
- Diretto da: Holly Dale
- Scritto da: Toni Graphia

### Trama
Mentre Sarah è continuamente ossessionata dal triangolo formato da tre pallini, ma non riesce a ricondurlo a nessuna azienda potenzialmente legata a Skynet, John e Riley finalmente si baciano.
Cameron di notte si reca segretamente in una biblioteca, dove viene regolarmente fatta entrare dal custode, un ragazzo invalido con cui sembra avere stretto amicizia.
Guardando una foto risalente agli anni '20 riconosce un T-888: Cameron inizia una ricerca che dura tutta la notte, analizzando vecchi ritagli di giornale, filmati d'epoca, registri del catasto. Scopre che il T-888 era stato inviato in quell'epoca per errore e che lui stesso se ne era reso conto analizzando la posizione di tre stelle disposte a triangolo proprio come la figura che ossessiona Sarah. Durante il suo arrivo il T-888 aveva accidentalmente ucciso una persona, che negli anni a venire avrebbe costruito un palazzo; in tale palazzo si sarebbe tenuta una conferenza nel 2010. La missione del T-888 era di uccidere un politico che partecipava a questa conferenza.
Il T-888 diventa quindi imprenditore edile e costruisce egli stesso il palazzo, sparendo all'improvviso nei primi anni trenta.
Cameron si reca nel palazzo, scova il T-888 nascosto in un muro in attesa del 2010 e lo termina.
Tornata alla biblioteca Cameron non trova più il suo “amico” ma una sostituta: senza alcuna esitazione, si ingrazia anche la sostituta per essere ammessa alla Biblioteca.

## Virus letale
- Titolo originale: Alpine Fields
- Diretto da: Charles Beeson e Bryan Spicer
- Scritto da: John Enbom

### Trama
Sarah e Cameron identificano una famiglia da proteggere grazie alle scritte lasciate sul muro con il sangue da un membro della resistenza. Sarah e Cameron arrivano appena in tempo nella casa della famiglia, poco prima che sopraggiunga un T-888. Da proteggere in particolare è la figlia che la madre porta in grembo: la bambina nel futuro sarà l'unica sopravvissuta a un'arma batteriologica usata da Skynet contro gli uomini. Ella possiede un anticorpo che consentirà agli uomini di sviluppare un antidoto. Derek ricorda bene l'episodio in questione: proprio in quell'occasione aveva conosciuto Jesse e l'amore per la donna lo aveva fatto desistere dal desiderio di togliersi la vita dopo la scomparsa del fratello Kyle.

## Abraham
- Titolo originale: Earthlings Welcome Here
- Diretto da: Félix Enríquez Alcalá
- Scritto da: Natalie Chaidez

### Trama
Sarah partecipa a una convention di ufologi: sul volantino aveva visto il simbolo composto da tre pallini che oramai è diventata la sua ossessione.
Qui incontra una donna, nota su diversi Blog come "Abraham", che dice di essere un'ex dipendente di un'azienda che lavorava con una lega particolare, che Sarah sospetta essere la lega di cui sono composti i Terminator prodotti da Skynet.
Abraham non conosce il nome dell'azienda né dove si trovasse: lei e gli altri dipendenti vi venivano portati bendati.
Sarah lo convince a sottoporsi a una seduta di regressione ipnotica per cercare di rievocare quanti più elementi possibili e cercare così di identificare l'azienda in questione. Durante la seduta Abraham e la dottoressa vengono uccise da una misteriosa figura. Nel frattempo Cameron mette Riley alle strette: la ragazza nasconde qualcosa.
John intima Cameron di lasciarla stare, ma nel frattempo Riley si chiude in bagno e cerca di tagliarsi le vene.
Sarah grazie alla registrazione della seduta terapeutica trova la misteriosa azienda: lì ha uno scontro a fuoco con il guardiano. Il guardiano muore ma Sarah, ferita, perde i sensi, proprio mentre sembra sopraggiungere uno dei droni volanti di Skynet.

## Verità letale
- Titolo originale: The Good Wound
- Diretto da: Jeff Woolnough
- Scritto da: Ashley Edward Miller e Zack Stentz

### Trama
Sarah si risveglia ferita in un letto di ospedale; guidata nell'immaginario dalla visione di Kyle Reese, Sarah fugge dall'ospedale e sequestra la dottoressa Felicia Burnett perché la aiuti a estrarre il proiettile dalla sua gamba. I poliziotti, accortisi della scomparsa di Felicia, cercano le due donne, che nel frattempo si sono rifugiate nell'obitorio. Felicia riesce a estrarre il proiettile dalla gamba di Sarah e alla fine, grazie all'aiuto di Derek, Sarah riesce a fuggire.
Riley sopravvive al tentativo di suicidio, mentre Jesse si reca in ospedale e la porta al suo hotel dove con molta durezza le ribadisce il suo compito.
Ellison ha una conversazione con John Henry su Dio e sulla creazione, e scopre che la Weaver gli ha consentito l'accesso al Web.
John Henry rivela alla Weaver di avere capito che lei non è umana, e le riferisce inoltre di avere scoperto che negli ultimi mesi la Zeira Corp ha accumulato il 7% delle riserve mondiali di Coltan.
La Weaver si reca alla fabbrica di Coltan e, dopo avere ucciso il personale, fa esplodere la fabbrica.
Alla fine dell'episodio Sarah e Derek si dirigono alla fabbrica, dove Sarah era stata ferita, e scoprono che qualcuno l'ha distrutta, cancellando così le prove.

## Morte sospetta
- Titolo originale: Desert Cantos
- Diretto da: J. Miller Tobin
- Scritto da: John Wirth e Ian Goldberg

### Trama
Sarah, John, Derek e Cameron, allo scopo di raccogliere informazioni sulla fabbrica di Coltan, partecipano alla veglia funebre degli operai deceduti nell'esplosione.
La Weaver invia ai funerali un suo uomo per scoprire la presenza di eventuali sopravvissuti.
John conosce una ragazza, Zoe McCarthy, e dall'atteggiamento della ragazza capisce che il padre, operaio alla Canyon Heat, non è morto nell'esplosione.
Nella cantina dei McCarthy Cameron trova un video da cui si scopre che l'uomo ha assassinato Mike Thompson, anche lui operaio della Canyon.
Alla fine dell'episodio Sarah, John, Derek e Cameron, recatisi nei pressi della fabbrica, assistono al decollo di un drone da una pozza d'acqua. Il drone atterra poi nel rimorchio di un tir condotto da McCarthy stesso. La Weaver trova Savannah in lacrime e qui la bambina le confessa che le manca il padre; ancora una volta la bimba avverte che la donna è cambiata.

## Tra la veglia e il sonno
- Titolo originale: Some Must Watch, While Some Must Sleep
- Diretto da: Scott Lautanen
- Scritto da: Natalie Chaidez e Denise Thè

### Trama
La puntata è un continuo passaggio tra sogno e realtà.
Sarah si rivolge a una clinica per curare l'insonnia di cui soffre da quindici giorni.
Ha infatti frequenti incubi in cui il guardiano della fabbrica distrutta, da lei stessa ucciso, la rapisce e la tiene prigioniera. Nella clinica Sarah fa amicizia con la compagna di stanza e comincia a vedere cose strane nel comportamento dell'infermiera che la segue.
Una notte la sua compagna di stanza muore in un incendio. Sarah confida a John i suoi sospetti e una notte si intrufolano in una stanza del seminterrato in cui Sarah aveva visto entrare l'infermiera. Lì trovano un computer e molti monitor che tengono sotto controllo l'attività cerebrale dei pazienti.
John cancella i dati della madre dal computer ma improvvisamente arriva l'infermiera. Ne nasce una colluttazione e si scopre che è un terminator.
Sarah e John hanno la peggio e muoiono ma... era solo l'ennesimo incubo. La realtà, invece, è che Sarah è prigioniera del guardiano. Dopo una violenta lotta riesce a sottrargli la pistola e a ucciderlo di nuovo, questa volta veramente.

## La mano di Cameron
- Titolo originale: Ourselves Alone
- Diretto da: Jeff Woolnough
- Scritto da: Toni Graphia e Daniel T. Thomsen

### Trama
L'episodio si apre con Cameron che per un malfunzionamento della mano sinistra uccide erroneamente un piccione.
Mentre John ripara il guasto di Cameron con i pezzi dei Terminator precedentemente uccisi che quest'ultima aveva smontato e nascosto Sarah cerca di scoprire il motivo del tentato suicidio di Riley andando a parlare con il suo padre adottivo, il quale le confida che né lui né la consulente scolastica vedono di buon occhio il rapporto di John con Riley e chiede che i due non si vedano più. Sarah, messa alla porta, va a parlare con la consulente scolastica, la quale le racconta molti particolari della vita privata della famiglia Connor, facendo così credere a Sarah che John li abbia rivelati a Riley e che quest'ultima ne abbia parlato a scuola.
In realtà la consulente scolastica con cui parla Sarah non è altri che Jesse, l'amante di Derek, che nel frattempo è sulle tracce del fondatore del Kaliba-group.
Sarah, tornata a casa, parla prima con John e poi con Riley del fatto che entrambi abbiano raccontato in giro i loro fatti privati, come la gita in Messico, ma sia l'uno che l'altra negano che ne abbiano parlato con altre persone e l'arrivo inaspettato di una funzionaria dei servizi sociali fa interrompere la conversazione.
Cameron accompagna Riley in garage e la sorveglia, mentre Sarah e John accolgono e discutono con l'assistente sociale dei problemi che affliggono Riley.
Intanto Cameron è indecisa se uccidere o meno Riley in quanto si tratta di una minaccia alla sicurezza di John; solo un suo intervento impedisce al Terminator di ucciderla. Riley allora comprende il vero piano di Jesse per allontanare John dalla sua guardia del corpo: far uccidere da Cameron qualcuno a cui John teneva particolarmente.
Lasciata libera da Cameron, Riley cerca di uccidere Jesse, ma questa, dopo una violenta colluttazione, le spara uccidendola.
L'episodio si conclude con John e Cameron in garage dove il Terminator gli confessa che ha una piccola carica esplosiva in testa vicino al chip e consegna a John il detonatore dicendogli che in caso di necessità deve "premere il tasto".

## Missione in fondo all'oceano
- Titolo originale: Today Is the Day (Part 1)
- Diretto da: Guy Norman Bee
- Scritto da: Ashley Edward Miller e Zack Stentz

### Trama
Sarah decide che è il momento di lasciare la casa in cui vi sono rimasti per tutto questo tempo; durante una conversazione con Kacy, Sarah scopre che il corpo di Riley è stato ritrovato vicino ad un fiume, e lei e John incominciano a sospettare di Cameron. John chiede a Cameron se lei ha ucciso Riley, ma lei afferma di no. I due cercano così di convincere i genitori della ragazza, facendo loro credere che sia viva e lontano da casa. Anche Derek scopre l'accaduto, e lo riferisce a Jesse, che sostiene pienamente che sia stata Cameron. Successivamente vengono mostrati dei ricordi di Jesse, di una sua missione a bordo del sottomarino Jimmy Carter, al comando di un T-888, il quale cambia missione per recuperare un pacco diretto a John Connor. Arrivati sul posto, tre Terminator consegnano il pacco alla Resistenza. Nel frattempo, Catherine Weaver sta giocando a nascondino con la "figlia" Savannah, ma lei e l'agente Ellison utilizzano, per ritrovarla, John Henry che sa dov'è ma "per gioco" si rifiuta di svelare il nascondiglio e così sono costretti a risolvere una serie di indovinelli le cui risposte esatte avrebbero portato alla bambina. Alla fine riescono a trovarla, e James afferma che è inutile spiegare l'etica al computer se si ostina a non seguire le regole.

## L'ultimo viaggio del Jimmy Carter
- Titolo originale: Today Is the Day (Part 2)
- Diretto da: Guy Bee
- Scritto da: Ashley Edward Miller e Zack Stentz

### Trama
L'episodio inizia con la prosecuzione del flashback di Jesse, in missione nel sottomarino Jimmy Carter. Queeg, il T-888 ricondizionato al comando del sottomarino, riferisce a Jesse di dover cambiare missione per recuperare un pacco diretto a John Connor. Dopo averlo portato a bordo alcuni dei soldati della Resistenza decidono di aprirlo, contravvenendo agli ordini; subito fuoriesce un T-1000, un terminator avanzato, che uccide uno dei soldati e ne prende le sembianze. Alla fine, i soldati decidono di ammutinarsi a Jesse, ma Queeg uccide uno degli uomini. Jesse chiede spiegazioni a Queeg quale sia realmente la missione, ma il terminator la sospende dal suo incarico di comandante; irritata per ciò, lo uccide con un fucile. Così facendo danneggia la strumentazione e decide di mandare il sottomarino a fondo ed abbandonare la nave. Poco prima di lasciare, per ultima, il sottomarino ritorna il T-1000, che le riferisce una cosa: «Di a John Connor che la risposta è no!». Ritornata alla base, Jesse viene interrogata da Cameron su quanto avvenuto, e le chiede di farsi dire quello che il T-1000 ha detto, ma Jesse spiega chiaramente che lo dirà solo a John Connor. Irritata dall'insistenza di Cameron, che si è dichiarata come "portavoce" ufficiale di John Connor, Jesse riferisce la risposta e, snervata, chiede al robot qual era la domanda che John aveva chiesto alle macchine, e così il terminator gliela rivela: "Vi unirete a noi?". Scioccata da queste parole, Jesse viene a sapere dalla stessa Cameron che era incinta ma, o per motivi della rissa o per motivi della veloce risalita dopo aver abbandonato il sottomarino, ha avuto un aborto.
Nel frattempo John si trova a casa di Jesse, alla quale punta addosso una pistola; il ragazzo è venuto a sapere che entrambe si conoscevano e che è stata proprio Jesse ad uccidere Riley. Dopo avere parlato Jesse trova Derek, e quest'ultimo le dice che John Connor la vuole lasciare andare, ma come egli stesso afferma, non è John Connor, così preme il grilletto, apparentemente uccidendola. La puntata si conclude con John che piange insieme a Sarah per la morte di Riley, e Cameron accanto a loro che rimane ferma.

## Attacco al sistema
- Titolo originale: To The Lighthouse
- Diretto da: Guy Ferland
- Scritto da: Natalie Chaidez

### Trama
Il gruppo decide di lasciare il rifugio per raggiungere un posto sicuro nel deserto.
Il gruppo si divide: Sarah con John e Derek con Cameron.
Sarah non si fida più di Derek per quello che è successo con Jesse e inoltre è preoccupata per il cancro al seno, decide quindi di recarsi a insaputa del gruppo dal precedente compagno per lasciare John nel caso il tumore fosse grave.
Nel frattempo John Henry subisce un attacco da parte di virus nel sistema e si scopre che vi è un computer, che lo sta cercando. Derek e Cameron subiscono l'attacco di un misterioso gruppo di uomini. Sarah si reca da un medico e scopre che in realtà il nodo al petto è un dispositivo di rintracciamento; lo disattiverà utilizzando il defibrillatore. Riesce a salvarsi dall'attacco di uomini misteriosi, mentre nel frattempo anche John e l'ex compagno di Sarah subiscono anche loro l'attacco di questi uomini. John riesce a fuggire, mentre l'ex compagno di Sarah muore.

## Caino figlio di Adamo
- Titolo originale: Adam Raised a Cain
- Diretto da: Charles Beeson
- Scritto da: Toni Graphia

### Trama
John, fuggendo, recupera un cellulare da uno degli attentatori morti: dentro c'è la foto di Savannah, figlia di Catherine Weaver.
John se la ricorda perché l'aveva incontrata nella sala d'attesa dello studio del dottor Sherman, lo psicologo.
Pensando che sia in pericolo si reca nella sua casa, assieme a Sarah, Cameron e Derek.
I quattro riescono per un pelo a trarla in salvo da un terminator che però riesce a uccidere Derek. John Henry, che ha accesso alle telecamere di sorveglianza, assiste a tutta la scena.
John viene a sapere dalla bambina dell'esistenza di John Henry, che usa il corpo di Cromartie per interagire con l'esterno e che l'ex agente James Ellison ne segue l'evoluzione. Quest'ultimo si mette in contatto con Sarah per fare tornare a casa Savannah in cambio della promessa di fare incontrare John e Sarah direttamente con la Weaver. L'FBI però sospetta qualcosa quando trova il cadavere di Derek perché proprio Derek mesi prima era stato accusato di omicidio ma era riuscito a fuggire: il caso era seguito da Ellison. Savannah viene consegnata a Ellison in un cinema. All'uscita c'è la polizia ad attendere Sarah dopo avere pedinato l'ignaro Ellison. Viene arrestata, mentre John e Cameron riescono a dileguarsi.

## Nati per fuggire
- Titolo originale: Born To Run
- Diretto da: Jeffrey Hunt
- Scritto da: John Friedman

### Trama
John e Cameron si rifugiano in un motel. Sarah dal carcere ottiene un colloquio con il prete che nella prima puntata aveva aiutato lei e John a nascondersi in chiesa dalla Cameron "cattiva": vuole aiutare John e Cameron ad espatriare. Ellison intanto trova John e tenta di convincerlo ad avere un incontro con la Weaver. Quest'ultima, prevedendo il rifiuto del ragazzo per l'impossibilità di andarci con la madre, lascia una inquietante domanda per Cameron che Ellison le rivolge puntualmente: "Vi unirete a noi?" Cameron fa finta di non capire ma John vede che sta mentendo. Un agente dell'FBI tenta di convincere Sarah a collaborare e la informa che Danny Dyson, figlio di Miles Dyson (morto nell'esplosione del suo centro di ricerca in "T2") è scomparso da tre mesi.
Intanto il terminator che aveva tentato di uccidere Savannah fa visita alla ZeiraCorp e viene messo fuori uso dalla Weaver: John Henry intuisce che l'ha mandato suo "fratello".
Cameron fa irruzione nella prigione per liberare Sarah. John Henry, seguendo tutto dalla sua postazione, apre le celle facendo uscire tutti i detenuti. John si dirige verso la ZeiraCorp con Sarah e una Cameron parecchio malconcia con l'intenzione di distruggere John Henry. Cameron va direttamente nel seminterrato e John Henry le rifà la domanda: "vi unirete a noi?"
John, Sarah e Ellison sono a colloquio con la Weaver che dichiara di avere un nemico in comune con loro, dimostrando di conoscere tutti i fatti futuri: lei quindi non sta costruendo Skynet, bensì qualcosa per combatterlo.
Improvvisamente un drone entra a gran velocità dalla finestra. La Weaver-T-1001 cambia forma e si trasforma in scudo per proteggere gli altri, svelando quindi di essere una macchina.
Corrono tutti nel seminterrato dove trovano Cameron disattivata: ha consegnato il suo chip a John Henry che si è poi trasferito nel futuro.
Sarah riesce finalmente a trovare la spiegazione dei tre pallini rossi: sono tre led disposti a triangolo sul Turco, che si trova lì nella stanza.
Il T-1001 attiva la macchina del tempo per raggiungere John Henry. Ellison e Sarah decidono di rimanere fuori dalla bolla spazio-temporale che si sta creando mentre John vuole partire sperando di recuperare il chip di Cameron. Appena arrivati nel futuro il T-1001 si dilegua, mentre John incontra alcuni soldati comandati da Derek. C'è anche il fratello Kyle, padre di John, e una ragazza uguale a Cameron (Allison?): nessuno di loro conosce John Connor.
Vicino al punto di arrivo di John si avvertono nuovamente delle scosse elettriche, si vede una luce blu e si sente la voce di Sarah che dice: "Ti voglio bene anch'io".